# ماینلیر کلاس روتسینسالما
ماینلیر کلاس روتسینسالما (به انگلیسی: Ruotsinsalmi-class minelayer) یک کلاس از کشتی است که طول آن 50.0 m می‌باشد.